# Шмидт, Карл Христиан (медик)
Карл Христиан Шмидт (2 апреля 1793, Лейпциг (в ЭСБЕ годом рождения ошибочно указан 1792) — 13 июня 1855, Нью-Йорк) — германский медик и научный писатель
, редактор, журналист, актёр и театральный режиссёр
.

## Биография
Карл Христиан Шмидт родился в семье актёра. Окончил земельную школу в Гримме, в 1811 году поступил в Лейпцигский университет изучать медицину. В 1813 году покинул университет, в 1814 вернулся, но в 1815 году снова покинул его, став актёром, и на протяжении многих лет играл на сценах Лейпцига, Бремена, Галле и других немецких городов, исполняя в основном роли любовников. В апреле 1826 года он покинул сцену и решил возобновить обучение на врача. Шмидт вновь стал студентом, изучал медицину в университетах Праги и Лейпцига и получил докторскую степень 25 сентября 1831 года.
В 1842 году, не прерывая занятий медициной, возглавил лейпцигский Городской театр, вплоть до 1848 года; его руководство было отмечено повышением заработной платы актёров и организацией бесплатных спектаклей для городской бедноты. Осенью 1848 года из-за финансовых трудностей был вынужден оставить руководство театром, но почти сразу же сумел возглавить Магдебургский театр. В марте 1849 года вместе с женой и детьми эмигрировал в США, где и умер спустя шесть лет.
В 1834 году основал журнал «Jahrbücher der in und ausländischen gesammten Medicin», который редактировал до 1843 года. Кроме того, Шмидт написал ряд трудов: «Encyclopädie der gesammten Medicin» (Лейпциг, 1841—1849); «Encyclopädie der med. Wissenschaften nach dem Dict. de med. frei bearbeitet» (вместе с Ф. Л. Мейсснером, 13 т., ib., 1830—1834).